# استیو دال
استیو دال (به انگلیسی: Steve Dahl) (زاده ۲۰ نوامبر ۱۹۵۴) بازیگر آمریکایی است.
از فیلم‌های معروف او می‌توان به بازی در فیلم گرندیو، ایالات متحده اشاره کرد.